# Shadows of the Dying Sun
Shadows of the Dying Sun — це шостий студійний альбом фінського гурту Insomnium, який грає у стилі мелодійний дез-метал. Альбом вийшов 25 квітня 2014 року у Фінляндії, Німеччині, Австрії та Швейцарії, 28 квітня — у решті Європи, а також в Австралії та Новій Зеландії. У Північній Америці він вийшов 29 квітня 2014 року під лейблом Century Media Records. Це — перший альбом цього гурту, який був записаний із новим гітаристом — Маркусом Вангалою, після того, як колишній постійний гітарист гурту, Вілле Ванні, покинув його у 2011 році.
Пісня «Revelations» у форматі відеокліпу із текстом пісні, вийшла 21 березня 2014 року. Був також створений музичний відеокліп на пісню та сингл «While We Sleep»; він вийшов 7 квітня 2014 року. Остання пісня альбому, «Black Heart Rebellion», вийшла 22 квітня 2014 року.

## Список композицій
| #     | Назва                         | Автор слів | Автор музики       | Тривалість |
| ----- | ----------------------------- | ---------- | ------------------ | ---------- |
| 1.    | «The Primeval Dark»           | Фріман     | Фріман             | 3:17       |
| 2.    | «While We Sleep»              | Фріман     | Фріман             | 6:20       |
| 3.    | «Revelation»                  | Севанен    | Вангала            | 5:15       |
| 4.    | «Black Heart Rebellion»       | Friman     | Friman             | 7:03       |
| 5.    | «Lose to Night»               | Фріман     | Фріман             | 4:59       |
| 6.    | «Collapsing Words»            | Фріман     | Фріман             | 4:38       |
| 7.    | «The River»                   | Севанен    | Севанен та Вангала | 7:57       |
| 8.    | «Ephemeral» (Альбомна версія) | Фріман     | Фріман             | 4:01       |
| 9.    | «The Promethean Song»         | Севанен    | Вангала            | 6:41       |
| 10.   | «Shadows of the Dying Sun»    | Фріман     | Фріман             | 6:32       |
| 56:43 |                               |            |                    |            |

| Бонус-треки | Бонус-треки      | Бонус-треки       | Бонус-треки       | Бонус-треки |
| #           | Назва            | Автор слів        | Автор музики      | Тривалість  |
| ----------- | ---------------- | ----------------- | ----------------- | ----------- |
| 11.         | «Out to the Sea» | Фріман            | Фріман та Вангала | 5:17        |
| 12.         | «The Emergence»  | (Інструментальна) | Фріман            | 1:46        |
| 13.         | «The Swarm»      | (Інструментальна) | Фріман            | 2:54        |
| 14.         | «The Descent»    | (Інструментальна) | Фріман            | 3:11        |
| 1:10:08     |                  |                   |                   |             |

## Учасники
Список осіб, які брали участь у створенні та виконанні альбому, адаптований із приміток до нього.
| Insomnium - Нііло Севанен — вокал, ґроул баси - Вілле Фріман — гітара, чистий вокал - Маркус Вангала — гітара - Маркус Гірвонен — ударні Інші музиканти - Теему Аалто — бек-вокал (у композиціях 2, 5, 7, 9 та 10), додаткова гітара (у 5 треку) - Алексі Мунтер — клавішні | Виробництво та дизайн - Теему Аалто — продюсер, звукорежисер (вокал, гітара, баси) - Insomnium — продюсер - Кіммо Перккіо — запис (ударні) - Алексі Мунтер & Ганну Гонконен — запис (клавішні) - Андре Алвінці — мікшування у Fascination Street Studios - Сванте Форсбек — мастеринг у Chartmakers - Вілле Науккарінен — - Юссі Ратілайнен — фотографія |

## Чартові позиції
| Чарт                                               | Пікова позиція |
| -------------------------------------------------- | -------------- |
| Австрія Austrian Albums (Ö3 Austria)               | 38             |
| Бельгія Belgian Albums (Ultratop Wallonia)         | 178            |
| Фінляндія Finnish Albums (Suomen virallinen lista) | 2              |
| Німеччина German Albums (Media Control)            | 18             |
| Японія Japanese Albums (Oricon)                    | 287            |
| Швейцарія Swiss Albums (Schweizer Hitparade)       | 33             |
| Велика Британія UK Rock & Metal Albums (OCC)       | 15             |
| США Independent Albums (Billboard)                 | 44             |
| США Top Hard Rock Albums (Billboard)               | 17             |
| США Top Heatseekers Albums (Billboard)             | 5              |